# دوروثي كونستانس ستراتون
دوروثي كونستانس ستراتون (بالإنجليزية: Dorothy C. Stratton) (24 مارس 1899 - 17 سبتمبر 2006) وكانت مدير سبارس وخفر سواحل الولايات المتحدة للمرأة الاحتياطي خلال الحرب العالمية الثانية.

## روابط خارجية
1. ↑  "معلومات عن دوروثي كونستانس ستراتون على موقع cbw.iath.virginia.edu". cbw.iath.virginia.edu. مؤرشف من الأصل في 2019-12-15.
2. ↑  "معلومات عن دوروثي كونستانس ستراتون على موقع britannica.com". britannica.com. مؤرشف من الأصل في 2019-05-07.
3. ↑  "معلومات عن دوروثي كونستانس ستراتون على موقع id.loc.gov". id.loc.gov. مؤرشف من الأصل في 2020-05-09.

- من هن النساء الأميركيات. (1959) المجلد. أولا شيكاغو: ماركيز هوز هو.
- نعي في الأخبار
- جامعة بوردو النعي نسخة محفوظة 7 أغسطس 2007 على موقع واي باك مشين.
- Dorothy C. Stratton, USCGR (W) at uscg.mil